# 姚家乡 (横峰县)
姚家乡，是中华人民共和国江西省上饶市横峰县下辖的一个乡镇级行政单位。

## 行政区划
姚家乡下辖以下地区：
姚家村、建作村、后占村、七甲村、百家村、兰子村和琯山村。